# Ondřej Kania
Ondřej Kania (* 19. prosince 1992 Brno) je český podnikatel, výkonný ředitel společnosti JK Education, zřizovatel Pražského humanitního gymnázia a sítě amerických škol American Academy, do které patří dvě školy v Česku (American Academy in Prague a American Academy in Brno) a chorvatská American Academy in Zagreb.

## Vzdělání
Na základní škole v Brně neprospíval z přírodovědných předmětů, jeho rodiče proto počítali s tím, že nastoupí na výuční obor, podobně jako ostatní členové jeho rodiny, následně neúspěšně vystřídal tři střední odborné školy. Poté studoval v USA. Jeho rodina si nemohla dovolit vysoké poplatky za školné. Kania se proto obeslal desítky soukromých středních škol s žádostí o stipendium. Stipendium mu nabídly dvě školy. Nastoupil na střední školu Redemption Christian Academy v New Yorku, kde v roce 2012 získal American High School Diploma (ekvivalent českého maturitního vysvědčení)[zdroj?]. Po návratu spoluzaložil vzdělávací skupinu pro středoškolské a univerzitní vzdělávání v USA, Kanadě, Austrálii a Evropě.[zdroj?]

## Podnikání
V roce 2013 se spojil s kamarádem z dětství a založili J&K Consulting (dnes JK Education). Ta organizovala veletrhy středních škol z USA, Kanady a Velké Británie. Následně odkoupila pražské gymnázium, dnes Pražské humanitní gymnázium, založil americké školy American Academy in Prague, American Academy in Brno a také American Academy in Zagreb.
V 2019 zařadil Forbes Ondřeje Kaniu do žebříčku 30 pod 30 mladých talentů z České republiky a následně do evropského výběru v oblasti společensky odpovědného podnikání a v roce 2021 byl zařazen do prestižního celosvětového výběru 30 under 30 International Literacy Association, žebříčku inovátorů a vizionářů mladších 30 let.
V prosinci 2023 nabyl Kania, prostřednictvím své společnosti, opci k 75 % akcií fotbalového klubu FC Slovan Liberec. K červenci 2025 byl většinovým majitelem klubu. Zároveň se vyjádřil, že se chce angažovat v rozvoji mládežnického a ženského fotbalu v rámci klubu; zavázal se také k vložení finančního obnosu mimo základní kapitál.

## Politické působení
V komunálních volbách v roce 2014 neúspěšně kandidoval jako nestraník za TOP 09 do Zastupitelstva městské části Brno-Kohoutovice (stal se druhým náhradníkem).
Následně se stal členem TOP 09 a za stranu kandidoval v krajských volbách v roce 2016 do Zastupitelstva Jihomoravského kraje, a to na 9. místě kandidátky TOP 09 s podporou Starostů a uskupení Žít Brno. Opět neuspěl, skončil jako pátý náhradník. Zvolen nebyl ani v komunálních volbách v roce 2018, kdy kandidoval jako člen TOP 09 na posledním místě kandidátky strany do Zastupitelstva města Brna i městské části Brno-Kohoutovice (ve druhém případě na kandidátce subjektu „OK - TOP 09 a nezávislí“).
Z posledního místa kandidátky TOP 09 kandidoval také ve volbách do Poslanecké sněmovny PČR v roce 2017 v Jihomoravském kraji, poslancem se však nestal.
V květnu 2021 prohlásil, že vystoupí z TOP 09, pokud se čestný předseda strany Karel Schwarzenberg a 1. místopředseda strany Tomáš Czernin neomluví za bagatelizování situace kolem obvinění ze sexuálního obtěžování v případě bývalého poslance TOP 09 Dominika Feriho. Czernin se omluvil, Schwarzenberg však k tomuto kroku neviděl důvod. Po nepravomocném odsouzení Dominika Feriho v listopadu 2023 Kania stranu TOP 09 opustil.